# Guvno, Belgrad
Guvno este o localitate în zona suburbană a orașului Belgrad, comuna Palilula, Banat, Serbia.